# Brittany Brown
Pour les articles homonymes, voir Brown.
Brittany Brown (née le 18 avril 1995 à Port Chester) est une athlète américaine, spécialiste des épreuves de sprint. Elle est médaillée de bronze aux JO de Paris sur 200 m le 6 août 2024.

## Biographie
En 2019, Brittany Brown se classe deuxième du 200 m des championnats des États-Unis en 22 s 61, devancée par sa compatriote Dezerea Bryant. Sélectionnée pour les championnats du monde de Doha, elle se classe deuxième de l'épreuve du 200 mètres derrière la Britannique Dina Asher-Smith, établissant à cette occasion un nouveau record personnel en 22 s 22. 
Le 2 avril 2022 à Waco, elle descend pour la première fois de sa carrière sous les onze secondes sur 100 m en portant son record personnel à 10 s 99 (+ 0,2 m/s). Le 23 avril 2022, toujours à Waco, elle réalise 10 s 66 mais avec un vent supérieur à la limite autorisée de 3,2 m/s.

## Palmarès
| Date | Compétition           | Lieu     | Résultat | Épreuve | Marque  |
| ---- | --------------------- | -------- | -------- | ------- | ------- |
| 2019 | Championnats du monde | Doha     | 2e       | 200 m   | 22 s 22 |
| 2022 | Championnats NACAC    | Freeport | 1re      | 200 m   | 22 s 35 |
| 2023 | Championnats du monde | Budapest | 7e       | 100 m   | 10 s 97 |
| 2024 | Jeux olympiques       | Paris    | 3e       | 200 m   | 22 s 20 |

## Records
| Épreuve | Temps   | Vent | Lieu   | Date           |
| ------- | ------- | ---- | ------ | -------------- |
| 100 m   | 10 s 90 | +0,6 | Eugene | 7 juillet 2023 |
| 200 m   | 21 s 90 | +0,7 | Eugene | 29 juin 2024   |